# Joachim Cooder
Joachim Herbert Cooder (Santa Monica, 23 agosto 1978) è un batterista, percussionista e tastierista statunitense.
È conosciuto per la collaborazione con suo padre, Ry Cooder.

## Biografia
Cooder inizia a suonare la batteria a 5 anni, ispirato da Jim Keltner. Joachim seguì il padre in tour sin dalla più giovane età, entrando in contatto con molti importanti musicisti.

## Carriera
Joachim Cooder ha suonato negli album A Meeting by the River (1993) e Buena Vista Social Club (1997), vincitori di premi Grammy Award.
Nel 2012, Joachim Cooder ha pubblicato il suo album di debutto, Love on a Real Train, in collaborazione con Petra Haden, Frank Lyon, Inara George, Robert Francis, Matt Costa e Juliette Commagere (moglie di Joachim), e Jon Hassell.

## Discografia

### Album solisti
- 2012 Love on a Real Train
- 2018 Fuchsia Machu Picchu EP

### Collaborazioni
- 1993 A Meeting by the River
- 1997 Buena Vista Social Club
- 2000 Chanchullo
- 2005 Chávez Ravine
- 2007 My Name Is Buddy
- 2008 I, Flathead
- 2011 Pull Up Some Dust and Sit Down
- 2012 Election Special
- 2018 The Prodigal Son